# Bavia modesta
Bavia modesta är en spindelart som först beskrevs av Eugen von Keyserling 1883.  Bavia modesta ingår i släktet Bavia och familjen hoppspindlar. Inga underarter finns listade.

## Bildgalleri

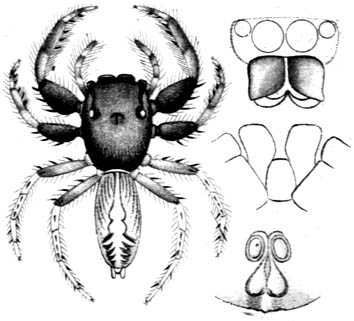